# Chamaegeron oligocephalus
Chamaegeron oligocephalus là một loài thực vật có hoa trong họ Cúc. Loài này được Schrenk mô tả khoa học đầu tiên năm 1845.